# Агеда
А́геда (порт. Águeda; МФА: [ˈa.gɨ.dɐ], А́гида) — муніципалітет і місто в Португалії, в окрузі Авейру. Розташований у північно-західній частині країни, на теренах історичної португальської провінції Бейра. Належить до Авейрівської діоцезії Католицької церкви в Португалії. Права міського самоврядування має з 1834 року. Поділяється на 11 парафій. За адміністративним поділом, чинним до 1976 року, був складовою провінції Берегова Бейра. Площа муніципалітету — 335,27 км², населення муніципалітету — 47729 ос. (2011); густота населення — 142,36 осіб/км²
. Патрон — свята Евлалія. Святковий день муніципалітету — 8-й понеділок після Пасхи. Поштовий індекс — 3750.  Код місцевої адміністративної одиниці — 0101. Складова статистичного регіону Центр.

## Назва
- Агеда (порт. Águeda, МФА: [ˈa.gɨ.dɐ], Агида, «Агата») — сучасна португальська назва. Португальська форма латинського імені Агата. Походить від річки Агеда, що в давнину звалася Агатою[2], від імені святої Агати Сицилійської[3].
- А́гата (лат. Agatha, порт. Ágata) — стара назва місцевосці, відома з ІХ століття.

## Географія
Агеда розташована на північному заході Португалії, на південному сході округу Авейру.
Розташоване за 19 км на південний схід від міста Авейру.
Агеда межує на півночі з муніципалітетом Север-ду-Вога, на північному сході — з муніципалітетами Олівейра-де-Фрадеш і Возела, на сході — з муніципалітетом Тондела, на півдні — з муніципалітетами Мортагуа й Анадія, на південному заході — з муніципалітетом Олівейра-ду-Байрру, на заході — з муніципалітетом Авейру, на північному заході — з муніципалітетом Албергарія-а-Веля.
Територією муніципалітету протікає річка Агеда.

### Клімат
| Клімат Агеда            | Клімат Агеда | Клімат Агеда | Клімат Агеда | Клімат Агеда | Клімат Агеда | Клімат Агеда | Клімат Агеда | Клімат Агеда | Клімат Агеда | Клімат Агеда | Клімат Агеда | Клімат Агеда | Клімат Агеда |
| Показник                | Січ.         | Лют.         | Бер.         | Квіт.        | Трав.        | Черв.        | Лип.         | Серп.        | Вер.         | Жовт.        | Лист.        | Груд.        | Рік          |
| Середній максимум, °C   | 13,5         | 14,3         | 16,2         | 17,5         | 19,6         | 22,7         | 24,7         | 25,0         | 24,0         | 20,9         | 16,7         | 13,9         | 19,1         |
| Середня температура, °C | 9,3          | 10,1         | 11,5         | 12,9         | 15,1         | 18,1         | 19,9         | 19,8         | 19,0         | 16,2         | 12,3         | 9,9          | 14,5         |
| Середній мінімум, °C    | 5,1          | 5,9          | 6,8          | 8,3          | 10,6         | 13,5         | 15,0         | 14,6         | 13,9         | 11,4         | 7,9          | 5,9          | 9,9          |
| Днів з опадами          | 14           | 13           | 11           | 10           | 9            | 6            | 2            | 3            | 6            | 10           | 12           | 12           | 108          |
| ----------------------- | ------------ | ------------ | ------------ | ------------ | ------------ | ------------ | ------------ | ------------ | ------------ | ------------ | ------------ | ------------ | ------------ |
| Джерело: www.yr.no      |              |              |              |              |              |              |              |              |              |              |              |              |              |

## Історія
Терени сучасної Агеди були заселені в часи римського панування на Піренейському півострові. Через неї проходив шлях з Емінія (Коїмбри) до Кале (Гайї).
Поселення Агеда з'явилося в ХІІ столітті. Століттями воно грало роль передмістя Авейру.
1834 року, за правління королеви Марії ІІ, Агеда отримала статус містечка і муніципальні права. 31 грудня 1853 року воно приєднало до себе сусідні муніципалітети і поселення такі як Агуада-де-Сіма, Каштаньєйра-ду-Вога і Прештіму.
14 серпня 1985 року Агеда отримала статус міста.

## Населення
| Кількість мешканців | Кількість мешканців | Кількість мешканців | Кількість мешканців | Кількість мешканців | Кількість мешканців | Кількість мешканців | Кількість мешканців | Кількість мешканців | Кількість мешканців | Кількість мешканців | Кількість мешканців | Кількість мешканців | Кількість мешканців | Кількість мешканців |
| ------------------- | ------------------- | ------------------- | ------------------- | ------------------- | ------------------- | ------------------- | ------------------- | ------------------- | ------------------- | ------------------- | ------------------- | ------------------- | ------------------- | ------------------- |
| 1864                | 1878                | 1890                | 1900                | 1911                | 1920                | 1930                | 1940                | 1950                | 1960                | 1970                | 1981                | 1991                | 2001                | 2011                |
| 18 889              | 20 004              | 20 164              | 20 416              | 22 052              | 22 559              | 25 982              | 29 433              | 32 991              | 35 274              | 36 968              | 43 216              | 44 045              | 49 041              | 47 729              |

## Парафії
1. Агеда і Борраля (до 2013: Агеда, Борраля)
2. Агуада-де-Сіма
3. Барро і Агуада-де-Байшу (до 2013: Барро, Агуада-де-Байшу)
4. Белазайма-ду-Шан, Каштаньєйра-ду-Вога і Агадан (до 2013: Белазайма-ду-Шан, Каштаньєйра-ду-Вога, Агадан)
5. Валонгу-ду-Вога
6. Масінята-ду-Вога
7. Прештіму і Масієйра-де-Алкоба (до 2013: Прештіму, Масієйра-де-Алкоба)
8. Рекардайнш і Ешпіньєл (до 2013: Рекардайнш, Ешпіньєл)
9. Травассо і Ойш-да-Рібейра (до 2013: Травассо, Ойш-да-Рібейра)
10. Трофа, Сегадайнш і Ламаш-ду-Вога (до 2013: Трофа, Сегадайнш, Ламаш-ду-Вога)
11. Ферментелуш

## Освіта
- Вища школа технологій і менеджменту Авейрівського університету.

## Пам'ятки
- Церква святого Спасителя — парафіяльна церква Трофи XVI століття.

## Міста-побратими
Агеда підтримує дружні стосунки з такими містами:
1. – Ріо-Гранде, Бразилія (1993)
2. – Бісау, Гвінея-Бісау (1995)
3. – Ферроль, Іспанія (1999)
4. – Сінт-Хіліс-Вас, Бельгія (2000)